# 悲伤之墙
悲伤之墙是一面位于俄罗斯莫斯科花园环路上，为在苏联时期受斯大林政治迫害的受害者而建立的纪念碑。有人称，这是俄罗斯第一个以此为由而建的纪念碑，但实际上同样为了纪念受政治迫害人民的“悲伤面具”早在20年前便建立了。 随着政治迫害受害者纪念日的到来，俄罗斯总统弗拉基米尔·普京和莫斯科主教莫斯科主教基里尔于2017年10月30日共同为这座国家纪念碑揭幕。

## 背景
在20世纪20年代至50年代期间，苏联在斯大林政府统治下处决了大约75万人（被称为“大清洗”），并驱逐和监禁数百万人之外，其中很大一部分死于饥饿，体温过低，疾病和劳累过度。  2014年，时任俄罗斯总统普京下令建筑该纪念碑，以纪念过去政治迫害期间的罪行以及受害者。 修建纪念碑的600万美元费用中，约有80万美元来自个人和公司捐助，其余的均来自莫斯科市政拨款。

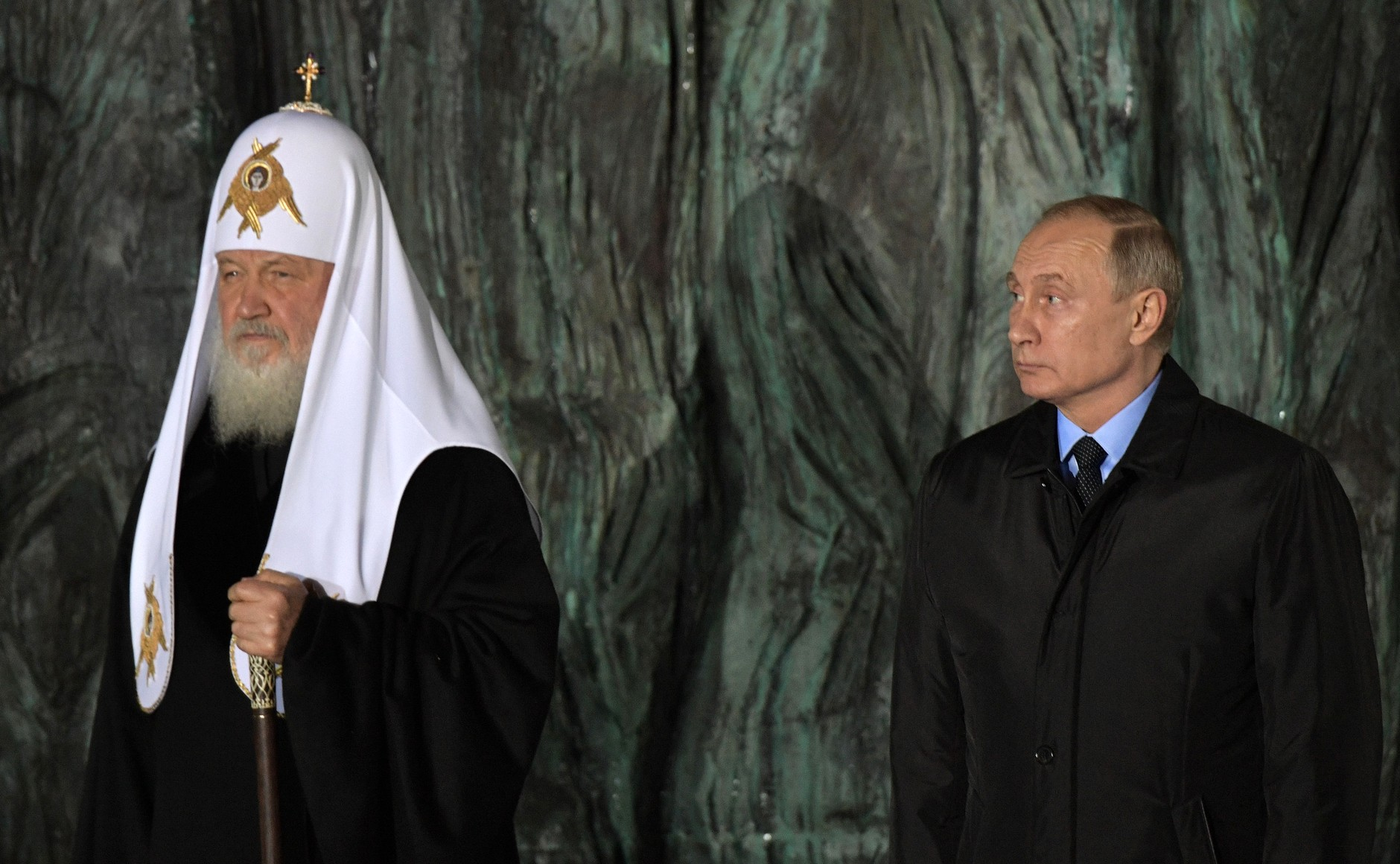
俄罗斯总统弗拉基米尔·普京和莫斯科主教基里尔在开幕式上

普京在与国家人权和民间社会理事会会面过后，于2017年10月30日在开幕式上表示，这场悲剧决不能被遗忘或者正当化，因为“对这场镇压做出正确的历史评价才能够预防类似悲剧的再次发生”。 揭幕仪式由约100名与会人员共同参与，其中许多人是莫斯科的老年人，维权积极人士和政府官员。

## 结构和设计
该纪念碑建立在莫斯科市中心花园环路和薩哈羅夫院士大街的繁忙路口的一个废弃停车场遗址上。纪念碑的设计者格奥尔基·弗兰古良花了两年的时间进行研究以及创作，他指出悲伤之墙是“感情，恐惧和惊慌”的表达，而不是“有代表性”的艺术作品。他解释说，将纪念碑建立在这一个位置是要提醒人们“镇压可能发生在任何地方”。
纪念碑由青铜制成，其整体形状被设计出了镰刀般的弧线。纪念碑的主要部分是大约100英尺（30）长和20英尺（6.1）高的弯曲墙壁，在那上面有许多深色的、模糊的人像。根据弗兰古良的说法：镰刀的形状代表着死神，而纪念碑上人们难以分辨的面孔突出了那些受政治迫害“匿名的受害者”的含义。

## 争议

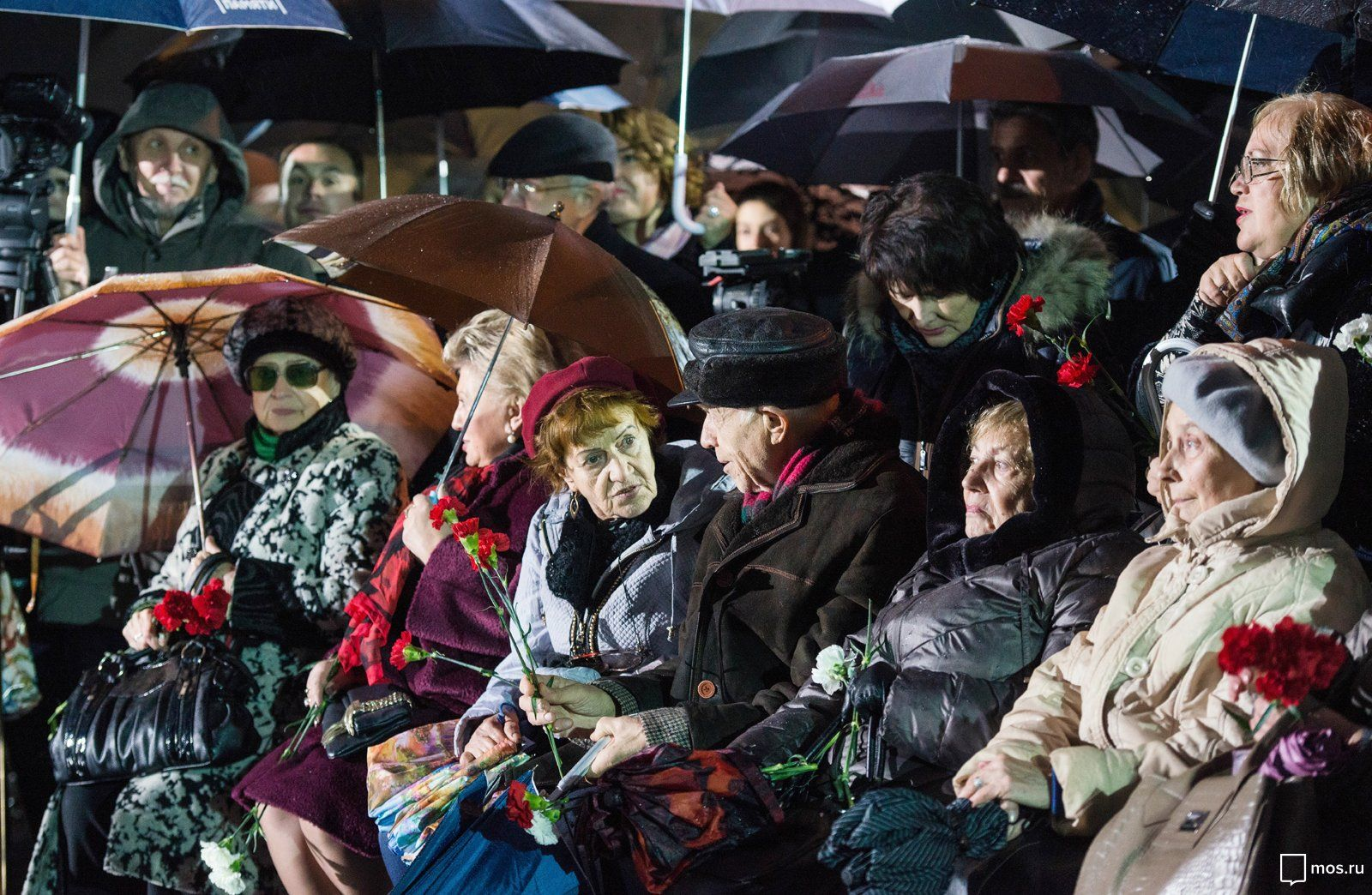
“悲伤之墙”开幕式

纪念碑的揭幕之后立即引发了争议，因为一些异议人士认为，悲伤之墙是“虚伪”的象征，他们觉得俄罗斯政府最近的一系列举动与政府所声称反对的政治压迫并没有什么不同。大约40名批评者和持不同政见者，包括：亚历山大·波德拉比涅克、帕维尔·利特维诺夫、弗拉基米尔·布科夫斯基和穆斯塔法·杰米列夫共同发表了一份请愿书，指责政府“试图粉饰现在”。他们在请愿书中表示，克里姆林宫赞助这座纪念碑是为了“假装政治镇压是过去很久以前的事情”，而现在俄罗斯的政治犯更迫切需要“帮助和关注”。
但与此同时，也有人认为这座纪念碑的建立是“国家的重要一步”。专注于纪念被压迫人士档案的“纪念”组织首席运营官叶莲娜·任科娃（Elena B. Zhemkova）评论说：由国家领导人揭幕并介绍该纪念碑，这象征着国家承认了过去政府有过的白色恐怖以及谋杀。莫斯科古拉格历史博物馆馆长罗曼诺夫则表示：老百姓和总统对纪念碑建立的支持，对他来说意味着应该对过去的清算应该告一段落了。